# Iñaki Williams
Iñaki Williams Arthuer (Bilbao, 15 giugno 1994) è un calciatore spagnolo naturalizzato ghanese, attaccante dell'Athletic Bilbao e della nazionale ghanese.
Detiene il record del calciatore con più presenze consecutive in assoluto nella storia del campionato spagnolo.

## Biografia
Nato nella città di Bilbao da genitori ghanesi, è stato il primo calciatore di origini africane a realizzare un gol con la maglia dell'Athletic Bilbao, squadra in cui può militare solo chi è nato in una delle sette province basche o chi è cresciuto nel settore giovanile di un club basco.
Il suo nome, fra i più comuni nella popolazione dei Paesi Baschi, è stato scelto dai suoi genitori in segno di riconoscenza verso un membro della Caritas Internationalis, che aveva aiutato la famiglia a stabilirsi e integrarsi a Bilbao dopo il loro arrivo in Spagna.
Conosce quattro lingue: spagnolo, basco, inglese e akan (quest'ultima è parlata in Ghana).
Ha un fratello minore, Nico Williams (nato nel 2002), anch'egli calciatore e compagno di squadra nell'Athletic Bilbao. A differenza del fratello, Nico ha vestito soltanto la maglia della nazionale spagnola.

## Caratteristiche tecniche
È un attaccante dotato di grande velocità (soprattutto in progressione sulla fascia) e di un fisico esplosivo; agisce principalmente nel ruolo di centravanti, ma può essere impiegato anche come ala in un 4-3-3.

## Carriera

### Club

#### Inizi
Calcisticamente cresciuto nel settore giovanile del Pamplona, Williams viene acquistato dall'Athletic Bilbao nel 2012 e girato in prestito al Baskonia.

#### Athletic Bilbao

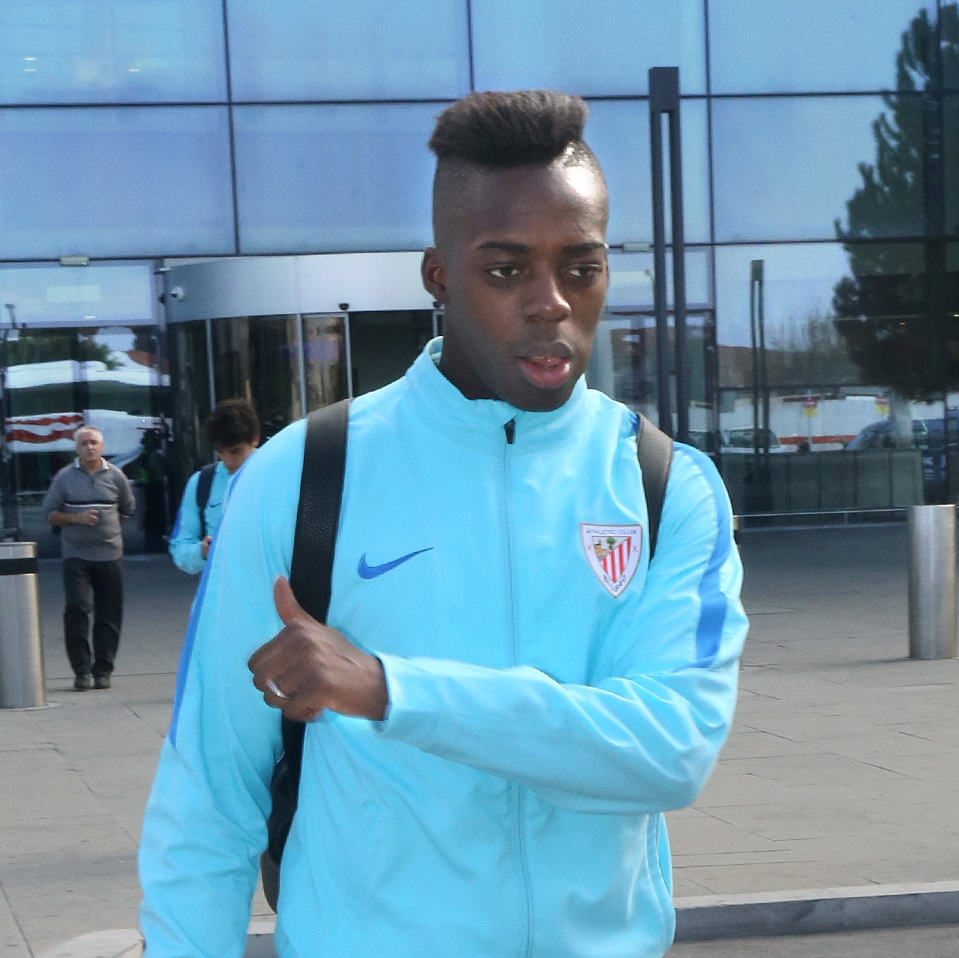
Williams nel 2015, agli esordi con l'Athletic Bilbao

Dopo due stagioni trascorse nella seconda squadra dell'Athletic, il 6 dicembre 2014 fa il suo esordio nella massima serie spagnola, giocando da titolare la partita persa per 0-1 contro il Córdoba allo stadio San Mamés. Il 19 febbraio 2015 trova il suo primo gol con il club basco, nei sedicesimi di finale di Europa League sul campo del Torino (2-2), diventando così il primo calciatore di origini africane a realizzare una rete con la maglia dell'Athletic. Il 25 gennaio 2020, durante la partita pareggiata per 1-1 sul campo dell'Espanyol, è vittima di cori razzisti da parte di alcuni tifosi locali.
Il 1º ottobre 2021, scendendo in campo contro il Deportivo Alavés (1-0), ottiene la 203ª presenza consecutiva nel campionato spagnolo, con l'ultima partita saltata risalente al 17 aprile 2016, superando così il record di Juan Antonio Larrañaga che aveva giocato 202 partite di fila tra il 1986 e il 1992. Il 29 gennaio 2023, a causa di un infortunio, salta per la prima volta una partita in sette anni, dopo 251 presenze consecutive.

### Nazionale

#### Nazionale spagnola
Essendo nato in Spagna da genitori ghanesi, Williams ha potuto scegliere di rappresentare entrambi gli Stati a livello internazionale.
Dopo aver collezionato numerose presenze con l'Under-21 iberica fra il 2015 e il 2017, il 29 maggio 2016 Williams esordisce con la nazionale maggiore spagnola, nell'amichevole vinta per 3-1 contro la Bosnia ed Erzegovina. Questa è rimasta la sua unica presenza ufficiale con la maglia delle Furie Rosse.
Essendo nato a Bilbao, l'attaccante ha anche potuto vestire la maglia della selezione dei Paesi Baschi, con cui ha esordito il 12 ottobre 2018, in un'amichevole vinta per 4-2 contro il Venezuela.

#### Nazionale ghanese
Dopo continue speculazioni, commentate a più riprese anche dallo stesso Williams, il 5 luglio 2022 l'attaccante ha annunciato ufficialmente di aver completato i processi burocratici per poter unirsi alla nazionale ghanese a livello internazionale: la scelta è stata resa possibile anche dal fatto che il giocatore non fosse vincolato a rappresentare la Spagna, non avendo disputato alcuna partita ufficiale, ma solamente un incontro amichevole.
Dopo aver ricevuto dal CT Otto Addo la sua prima convocazione ufficiale con il Ghana nel settembre dello stesso anno, Williams ha debuttato ufficialmente per le Black Stars il 23 settembre seguente, giocando il secondo tempo dell'amichevole persa 3-0 contro il Brasile.
Nel novembre successivo, è stato incluso nella rosa ghanese partecipante ai Mondiali di calcio in Qatar. Qui, l'attaccante ha giocato da titolare tutte e tre le partite della fase a gironi, venendo però coinvolto nell'eliminazione del Ghana al primo turno.
Il 17 novembre 2023 realizza il suo primo gol per la selezione africana nel successo per 1-0 contro il Madagascar.

## Statistiche

### Presenze e reti nei club
Statistiche aggiornate al 25 maggio 2025.
| Stagione               | Squadra                | Campionato             | Campionato | Campionato | Coppe nazionali | Coppe nazionali | Coppe nazionali | Coppe continentali | Coppe continentali | Coppe continentali | Altre coppe | Altre coppe | Altre coppe | Totale | Totale |
| Stagione               | Squadra                | Comp                   | Pres       | Reti       | Comp            | Pres            | Reti            | Comp               | Pres               | Reti               | Comp        | Pres        | Reti        | Pres   | Reti   |
| ---------------------- | ---------------------- | ---------------------- | ---------- | ---------- | --------------- | --------------- | --------------- | ------------------ | ------------------ | ------------------ | ----------- | ----------- | ----------- | ------ | ------ |
| 2013-2014              | Baskonia               | TD                     | 18         | 7          | -               | -               | -               | -                  | -                  | -                  | -           | -           | -           | 18     | 7      |
| 2013-2014              | Bilbao Athletic        | SDB                    | 14         | 8          | -               | -               | -               | -                  | -                  | -                  | -           | -           | -           | 14     | 8      |
| ago.2014 -gen.2015     | Bilbao Athletic        | SDB                    | 18         | 13         | -               | -               | -               | -                  | -                  | -                  | -           | -           | -           | 18     | 13     |
| Totale Bilbao Athletic | Totale Bilbao Athletic | Totale Bilbao Athletic | 32         | 21         |                 | -               | -               |                    | -                  | -                  |             | -           | -           | 32     | 21     |
| dic.2014-2015          | Athletic Bilbao        | PD                     | 19         | 1          | CR              | 4               | 1               | UEL                | 2                  | 1                  | -           | -           | -           | 25     | 3      |
| 2015-2016              | Athletic Bilbao        | PD                     | 25         | 8          | CR              | 5               | 3               | UEL                | 7                  | 2                  | SS          | 0           | 0           | 37     | 13     |
| 2016-2017              | Athletic Bilbao        | PD                     | 38         | 5          | CR              | 3               | 2               | UEL                | 8                  | 1                  | -           | -           | -           | 49     | 8      |
| 2017-2018              | Athletic Bilbao        | PD                     | 38         | 7          | CR              | 1               | 0               | UEL                | 13                 | 3                  | -           | -           | -           | 52     | 10     |
| 2018-2019              | Athletic Bilbao        | PD                     | 38         | 13         | CR              | 3               | 2               | -                  | -                  | -                  | -           | -           | -           | 41     | 15     |
| 2019-2020              | Athletic Bilbao        | PD                     | 38         | 6          | CR              | 8               | 3               | -                  | -                  | -                  | -           | -           | -           | 46     | 9      |
| 2020-2021              | Athletic Bilbao        | PD                     | 38         | 6          | CR              | 6               | 1               | -                  | -                  | -                  | SS          | 2           | 1           | 46     | 8      |
| 2021-2022              | Athletic Bilbao        | PD                     | 38         | 8          | CR              | 4               | 0               | -                  | -                  | -                  | SS          | 2           | 0           | 44     | 8      |
| 2022-2023              | Athletic Bilbao        | PD                     | 36         | 10         | CR              | 6               | 1               | -                  | -                  | -                  | -           | -           | -           | 42     | 11     |
| 2023-2024              | Athletic Bilbao        | PD                     | 34         | 12         | CR              | 5               | 2               | -                  | -                  | -                  | -           | -           | -           | 39     | 14     |
| 2024-2025              | Athletic Bilbao        | PD                     | 35         | 6          | CR              | 2               | 0               | UEL                | 12                 | 5                  | SS          | 1           | 0           | 50     | 11     |
| Totale Athletic Bilbao | Totale Athletic Bilbao | Totale Athletic Bilbao | 377        | 82         |                 | 47              | 15              |                    | 42                 | 12                 |             | 5           | 1           | 471    | 110    |
| Totale carriera        | Totale carriera        | Totale carriera        | 427        | 110        |                 | 47              | 15              |                    | 42                 | 12                 |             | 5           | 1           | 521    | 138    |

### Cronologia presenze e reti in nazionale
| Cronologia completa delle presenze e delle reti in nazionale ― Spagna | Cronologia completa delle presenze e delle reti in nazionale ― Spagna | Cronologia completa delle presenze e delle reti in nazionale ― Spagna | Cronologia completa delle presenze e delle reti in nazionale ― Spagna | Cronologia completa delle presenze e delle reti in nazionale ― Spagna | Cronologia completa delle presenze e delle reti in nazionale ― Spagna | Cronologia completa delle presenze e delle reti in nazionale ― Spagna | Cronologia completa delle presenze e delle reti in nazionale ― Spagna |
| Data                                                                  | Città                                                                 | In casa                                                               | Risultato                                                             | Ospiti                                                                | Competizione                                                          | Reti                                                                  | Note                                                                  |
| --------------------------------------------------------------------- | --------------------------------------------------------------------- | --------------------------------------------------------------------- | --------------------------------------------------------------------- | --------------------------------------------------------------------- | --------------------------------------------------------------------- | --------------------------------------------------------------------- | --------------------------------------------------------------------- |
| 29-5-2016                                                             | San Gallo                                                             | Spagna                                                                | 3 – 1                                                                 | Bosnia ed Erzegovina                                                  | Amichevole                                                            | -                                                                     | 60’                                                                   |
| Totale                                                                |                                                                       | Presenze                                                              | 1                                                                     |                                                                       | Reti                                                                  | 0                                                                     |                                                                       |

| Cronologia completa delle presenze e delle reti in nazionale ― Ghana | Cronologia completa delle presenze e delle reti in nazionale ― Ghana | Cronologia completa delle presenze e delle reti in nazionale ― Ghana | Cronologia completa delle presenze e delle reti in nazionale ― Ghana | Cronologia completa delle presenze e delle reti in nazionale ― Ghana | Cronologia completa delle presenze e delle reti in nazionale ― Ghana | Cronologia completa delle presenze e delle reti in nazionale ― Ghana | Cronologia completa delle presenze e delle reti in nazionale ― Ghana |
| Data                                                                 | Città                                                                | In casa                                                              | Risultato                                                            | Ospiti                                                               | Competizione                                                         | Reti                                                                 | Note                                                                 |
| -------------------------------------------------------------------- | -------------------------------------------------------------------- | -------------------------------------------------------------------- | -------------------------------------------------------------------- | -------------------------------------------------------------------- | -------------------------------------------------------------------- | -------------------------------------------------------------------- | -------------------------------------------------------------------- |
| 23-9-2022                                                            | Le Havre                                                             | Brasile                                                              | 3 – 0                                                                | Ghana                                                                | Amichevole                                                           | -                                                                    | 46’                                                                  |
| 27-9-2022                                                            | Lorca                                                                | Nicaragua                                                            | 0 – 1                                                                | Ghana                                                                | Amichevole                                                           | -                                                                    | 86’                                                                  |
| 16-11-2022                                                           | Abu Dhabi                                                            | Ghana                                                                | 2 – 0                                                                | Svizzera                                                             | Amichevole                                                           | -                                                                    | 62’                                                                  |
| 24-11-2022                                                           | Doha                                                                 | Portogallo                                                           | 3 – 2                                                                | Ghana                                                                | Mondiali 2022 - 1º turno                                             | -                                                                    | 90+1’                                                                |
| 28-11-2022                                                           | Al Rayyan                                                            | Corea del Sud                                                        | 2 – 3                                                                | Ghana                                                                | Mondiali 2022 - 1º turno                                             | -                                                                    |                                                                      |
| 2-12-2022                                                            | Al Wakrah                                                            | Ghana                                                                | 0 – 2                                                                | Uruguay                                                              | Mondiali 2022 - 1º turno                                             | -                                                                    | 72’                                                                  |
| 23-3-2023                                                            | Kumasi                                                               | Ghana                                                                | 1 – 0                                                                | Angola                                                               | Qual. Coppa d'Africa 2023                                            | -                                                                    | 69’                                                                  |
| 27-3-2023                                                            | Luanda                                                               | Angola                                                               | 1 – 1                                                                | Ghana                                                                | Qual. Coppa d'Africa 2023                                            | -                                                                    | 60’                                                                  |
| 7-9-2023                                                             | Kumasi                                                               | Ghana                                                                | 2 – 1                                                                | Rep. Centrafricana                                                   | Qual. Coppa d'Africa 2023                                            | -                                                                    | 69’                                                                  |
| 14-10-2023                                                           | Charlotte                                                            | Messico                                                              | 2 – 0                                                                | Ghana                                                                | Amichevole                                                           | -                                                                    | 64’                                                                  |
| 17-10-2023                                                           | Nashville                                                            | Stati Uniti                                                          | 4 – 0                                                                | Ghana                                                                | Amichevole                                                           | -                                                                    | 75’                                                                  |
| 17-11-2023                                                           | Kumasi                                                               | Ghana                                                                | 1 – 0                                                                | Madagascar                                                           | Qual. Mondiali 2026                                                  | 1                                                                    |                                                                      |
| 21-11-2023                                                           | Iconi                                                                | Comore                                                               | 1 – 0                                                                | Ghana                                                                | Qual. Mondiali 2026                                                  | -                                                                    |                                                                      |
| 8-1-2024                                                             | Kumasi                                                               | Ghana                                                                | 0 – 0                                                                | Namibia                                                              | Amichevole                                                           | -                                                                    | 46’                                                                  |
| 14-1-2024                                                            | Abidjan                                                              | Ghana                                                                | 1 – 2                                                                | Capo Verde                                                           | Coppa d'Africa 2023 - 1º turno                                       | -                                                                    | 62’                                                                  |
| 18-1-2024                                                            | Abidjan                                                              | Egitto                                                               | 2 – 2                                                                | Ghana                                                                | Coppa d'Africa 2023 - 1º turno                                       | -                                                                    | 73’                                                                  |
| 22-1-2024                                                            | Abidjan                                                              | Mozambico                                                            | 2 – 2                                                                | Ghana                                                                | Coppa d'Africa 2023 - 1º turno                                       | -                                                                    | 89’                                                                  |
| 5-9-2024                                                             | Kumasi                                                               | Ghana                                                                | 0 – 1                                                                | Angola                                                               | Qual. Coppa d'Africa 2025                                            | -                                                                    | 86’                                                                  |
| 9-9-2024                                                             | Berkane                                                              | Niger                                                                | 1 – 1                                                                | Ghana                                                                | Qual. Coppa d'Africa 2025                                            | -                                                                    | 71’                                                                  |
| 10-10-2024                                                           | Accra                                                                | Ghana                                                                | 0 – 0                                                                | Sudan                                                                | Qual. Coppa d'Africa 2025                                            | -                                                                    | 69’                                                                  |
| 15-10-2024                                                           | Bengasi                                                              | Sudan                                                                | 2 – 0                                                                | Ghana                                                                | Qual. Coppa d'Africa 2025                                            | -                                                                    |                                                                      |
| 21-3-2025                                                            | Accra                                                                | Ghana                                                                | 5 – 0                                                                | Ciad                                                                 | Qual. Mondiali 2026                                                  | 1                                                                    |                                                                      |
| 24-3-2025                                                            | Al Hoceima                                                           | Madagascar                                                           | 0 – 3                                                                | Ghana                                                                | Qual. Mondiali 2026                                                  | -                                                                    | 71’                                                                  |
| Totale                                                               |                                                                      | Presenze                                                             | 23                                                                   |                                                                      | Reti                                                                 | 2                                                                    |                                                                      |

## Palmarès

### Club
- Supercoppa di Spagna: 2

Athletic Bilbao: 2015, 2021
- Coppa di Spagna: 1

Athletic Bilbao: 2023-2024